# Георгіївський гай
Гео́ргіївський гай — ботанічна пам'ятка природи місцевого значення в Україні. Об'єкт розташований на території Олександрівського району Кіровоградської області, при південній частині села Нова Осота.
Площа 5,4 га. Статус присвоєно згідно з рішенням Розпорядженням представника президента № 55 від 01.07.1992 року. Перебуває у віданні ДП «Олександрівський лісгосп» (Олександрівське лісництво, кв. 24, вид. 5).
Статус присвоєно для збереження ділянки штучних насаджень сосни чорної віком понад 100 років.

## Галерея

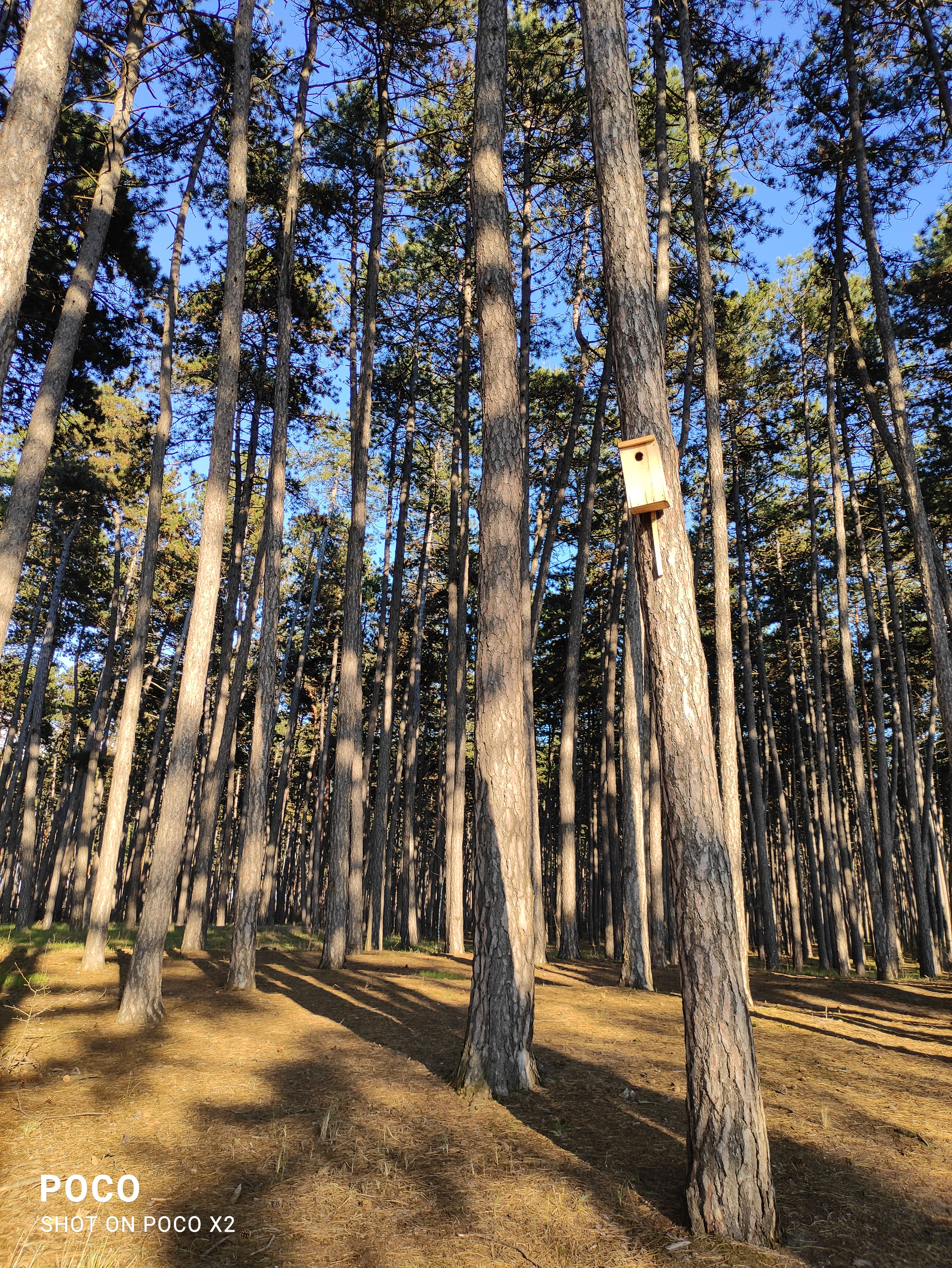
Георгіївський гай
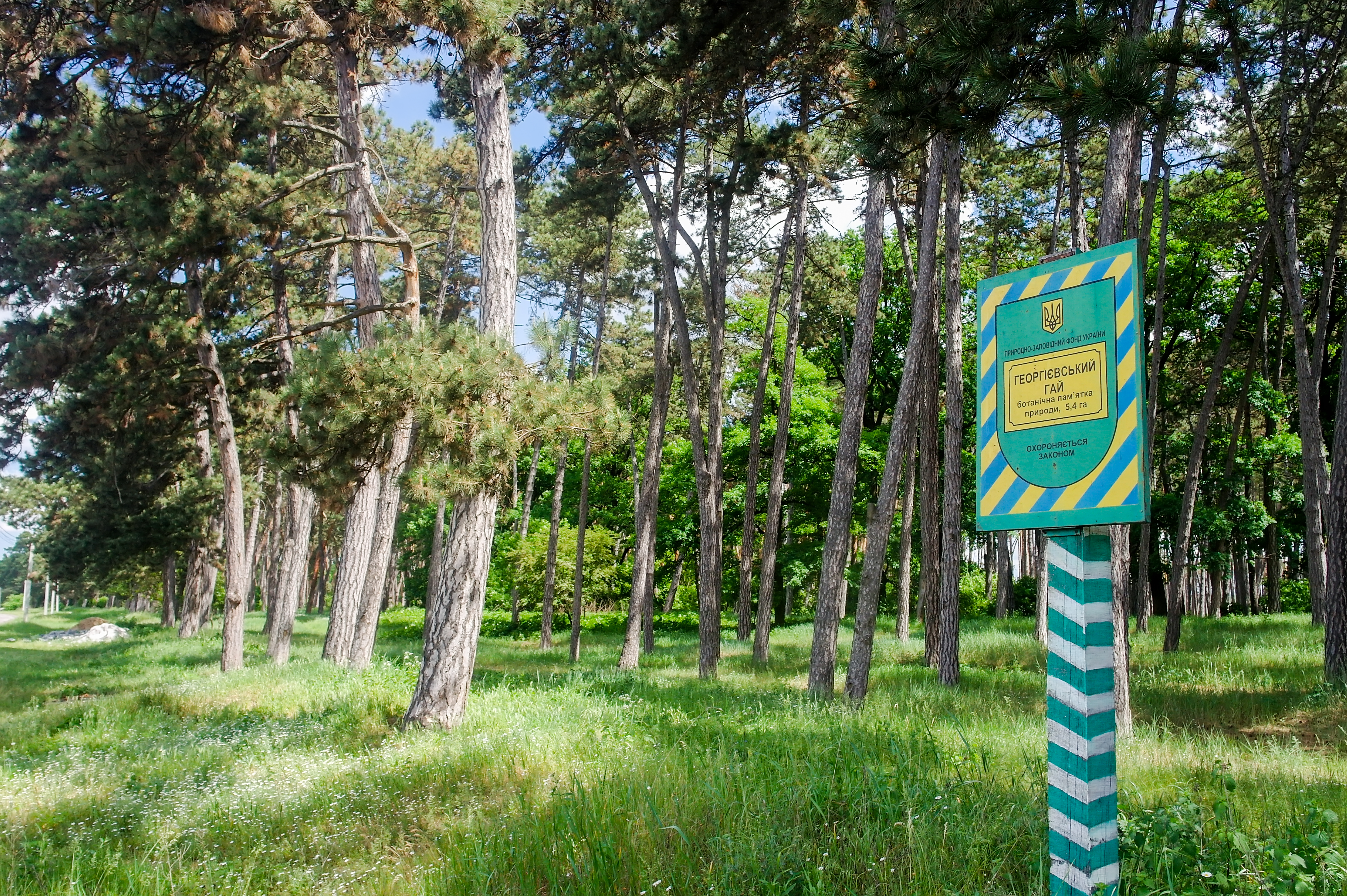
Георгіївський гай
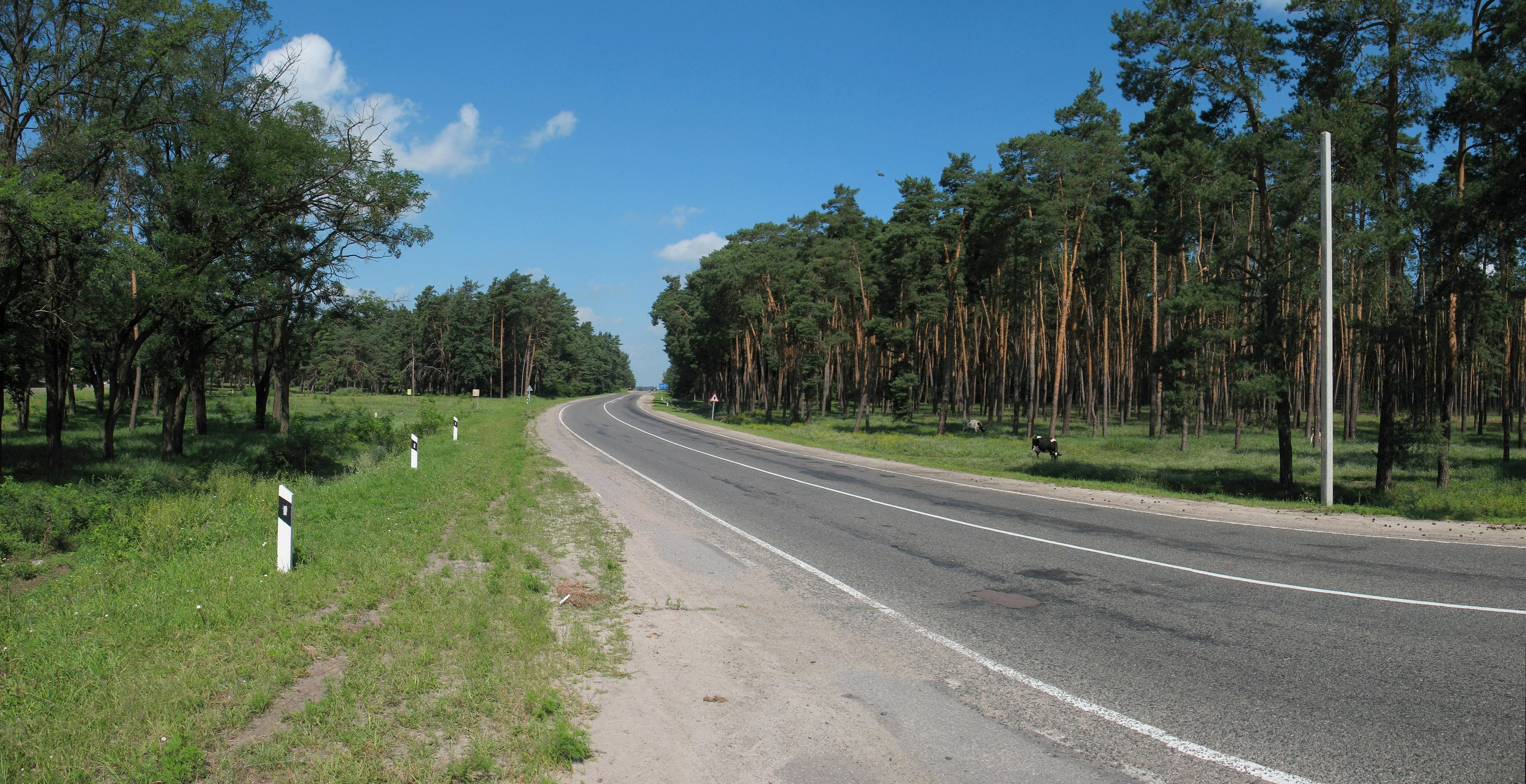
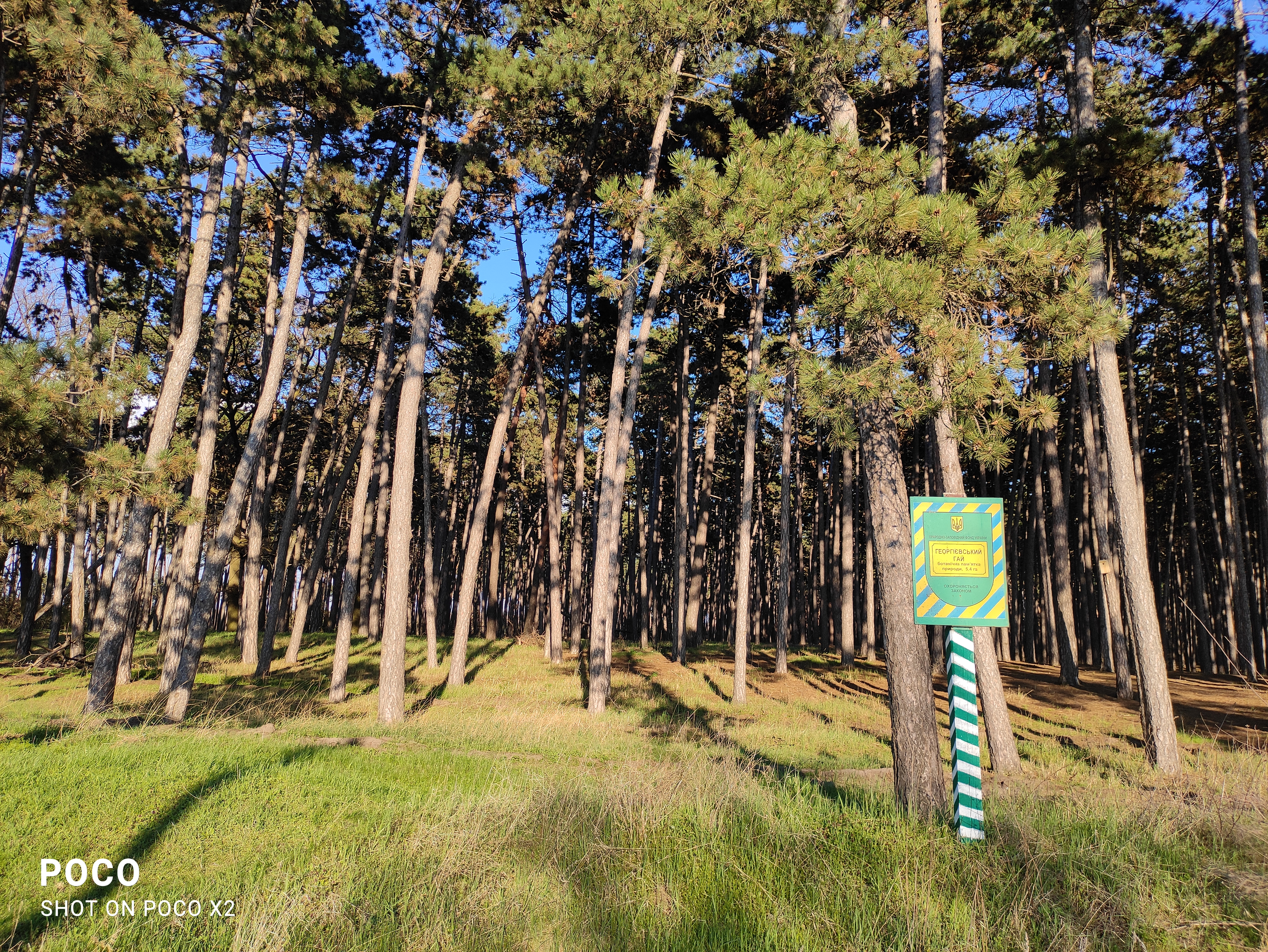